# Dustin Clare
Dustin Clare (ur. 2 stycznia 1982 roku w Grafton, w Nowej Południowej Walii) – australijski aktor.
Dorastał w Ballinie i Maclean. W 2004 ukończył Western Australia Academy of Performing Arts w Perth z dyplomem sztuki dramatycznej. W 2012 r. otrzymał honorową nagrodę Logie.

## Filmografia

### filmy
| Rok  | Tytuł                | Rola    |
| ---- | -------------------- | ------- |
| 2004 | Going Down in Flames | Donny   |
| 2011 | The Eye of the Storm | Col     |
| 2013 | Bogini (Goddes)      | Rory    |
| 2013 | Niedziela (Sunday)   | Charlie |

### filmy krótkometrażowe
| Rok  | Tytuł                               | Rola                    |
| ---- | ----------------------------------- | ----------------------- |
| 2003 | Bracia (Brothers)                   | Ethan                   |
| 2006 | Iron Bird                           | Jonathan Paul Harmer JP |
| 2008 | Cane Cutter                         | Roo                     |
| 2009 | Wczesne zamówienie (Early Checkout) | Dan                     |
| 2010 | Przypadek (Happenstance)            | ex-przyjaciel           |
| 2010 | Kanowna                             | Trooper Brown           |
| 2013 | The Fragments                       | Jason                   |

### Seriale TV
| Rok       | Tytuł                                                                    | Rola                        |
| --------- | ------------------------------------------------------------------------ | --------------------------- |
| 2005      | Cena życia (All Saints)                                                  | Rick Fallon                 |
| 2005      | Przylądek (Headland)                                                     | Gareth Williams             |
| 2006-2007 | Córki McLeoda (McLeod's Daughters)                                       | Riley Ward                  |
| 2007      | Air Australia                                                            | Sir Charles Kingsford Smith |
| 2008-2010 | Satysfakcja (Satisfaction)                                               | Sean (brat Mel)             |
| 2009      | Podbrzusze: Opowieść o dwóch miastach (Underbelly: A Tale of Two Cities) | Christopher Dale Flannery   |
| 2011      | Spartakus: Bogowie areny (Spartacus: Gods of the Arena)                  | Gannikus                    |
| 2012      | Spartakus: Zemsta (Spartacus: Vengeance)                                 | Gannikus                    |
| 2013      | Spartakus: Wojna potępionych (Spartacus: War of the Damned)              | Gannikus                    |
| 2014      | Anzac Girls                                                              | Por. Harry Moffitt          |
| 2015      | Kontra: Operacja Świt (Strike Back: Project Dawn)                        | Faber                       |
| 2016      | Wolf Creek                                                               | Sullivan Hill               |
| 2018      | Tidelands                                                                | Pat McTeer                  |
| 2019      | Rosehaven                                                                | Farmer Dan                  |
| 2019      | Reef Break                                                               | Richard Stuyler             |